# Ole Gunnar Solskjær
Ole Gunnar Solskjær (Kristiansund, 1973. február 26. –) norvég Bajnokok Ligája és Interkontinentális kupa győztes labdarúgó, a török Beşiktaş edzője.
Őt tartották a világ egyik legjobb cserejátékosának. Ezt bizonyítandó 1999-ben, a Bayern München elleni BL döntőben, amikor 4 perccel becserélését követően, a mérkőzés hosszabbításában belőtte csapata győztes gólját.
Állandó térdproblémái miatt sokat volt sérült, pályafutását is emiatt kellett befejeznie 2007. augusztus 27-én. Ezt követően 2008 és 2011 között a Manchester United tartalékcsapatának edzőjeként dolgozott, mielőtt hazatért korábbi együtteséhez, a Molde FK-hoz. A csapattal 2011-ben és 2012-ben is norvég bajnoki címet szerzett és részt vett a 2012–13-as Európa-liga csoportkörében.
A norvég labdarúgó-válogatottban 67 mérkőzésen 23 gólt szerzett, az utolsó két találatát a magyar labdarúgó-válogatott ellen szerezte 2006. szeptember 2-án a 2008-as labdarúgó-Európa-bajnokság selejtezőjén Budapesten.
Szülővárosában egy fiatal labdarúgók számára létrehozott akadémiát felügyel és pártfogója a Manchester United Supporters’ Trust (korábban Shareholders United - Részvényesek szurkolói csoportja) nevű szervezetnek.

## Játékos pályafutása

### Klubok

#### Norvég klubcsapatok

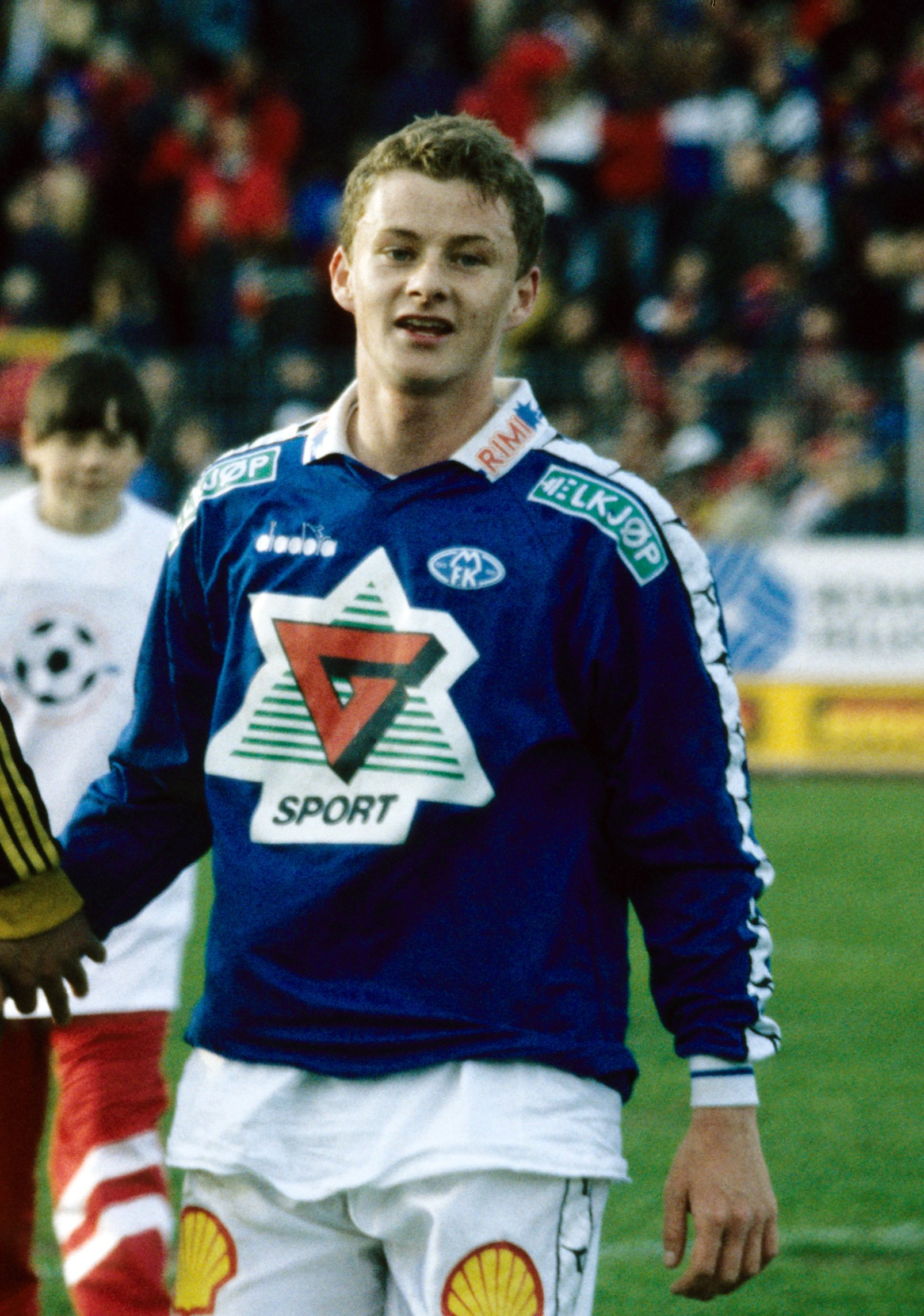
Solskjær egy mérkőzést követően 1996-ban

Solskjær a Møre og Romsdal megyebéli Kristiansundban született Öyvind és Brita Solskjær gyermekeként. Édesapja sokáig próbálta meggyőzni arról, hogy a labdarúgás helyett a birkózást válassza, s emiatt is rendkívül erős a felsőteste. Tizennégy évesen kilenc találatot jegyzett egy utánpótlásmeccsen. Ennek ellenére huszonegy évesen a norvég harmadosztályú Clausenengen FK csapatában játszott. Itt több gólt szerzett, mint ahány mérkőzést játszott. Egy évet töltött a norvég hadseregben.
1994 végén igazolt a Molde csapatához 200 000 norvég korona fejében, ahol Åge Hareide lett az edzője. Első élvonalbeli idényében 26 mérkőzésen 20 gólt lőtt, majd a másodikban 16 meccs 11 találathoz volt elegendő, amivel felhívta a német Hamburger SV és az olasz Cagliari Calcio figyelmét is, de megfogadva Hareide tanácsát kivárta, hogy "a tehetségéhez méltó klub keresi meg" (Hareide) és igazolja le.

#### Manchester United
Ez a klub volt az angol Manchester United, mely 1996-ban 1,5 millió fontért igazolta le. Hageide elmondása alapján ő volt az, aki felhívta Alex Fergusont, a csapat menedzserét, s ajánlotta be a fiatal játékost. Korábban szintén beajánlotta őt az Evertonhoz és egykori klubjához, a Manchester City-hez is.
Utolsó évében 11 gólt rúgott, amivel bajnoki címhez segítette csapatát.

### Válogatott
Részt vett az 1998-as világbajnokságon és a 2000-es Európa-bajnokságon, de találatot egyiken sem jegyzett.

## Edzői pályafutása

### A Manchester United előtt
Első edzői kinevezését a United tartalék-csapatainál kapta, utolsó játékosszerződése 2006-os lejárta után, a 2007–2008-as szezonban a felnőtt csapat csatáredzője volt. 2008 májusában vette át az irányítást a tartalékok felett. Ugyanebben az évben a norvég válogatott szövetségi kapitányának akarták, de ő elutasította a lehetőséget.
2011-től a Molde edzője volt, első és második szezonjában is bajnok lett a csapattal, a klub történetében először. 2012-ben elutasította az Aston Villa megkeresését, hogy családjával maradhasson Norvégiában. 2013 novemberében a csapat történetében mindössze harmadjára kupagyőztesek lettek.

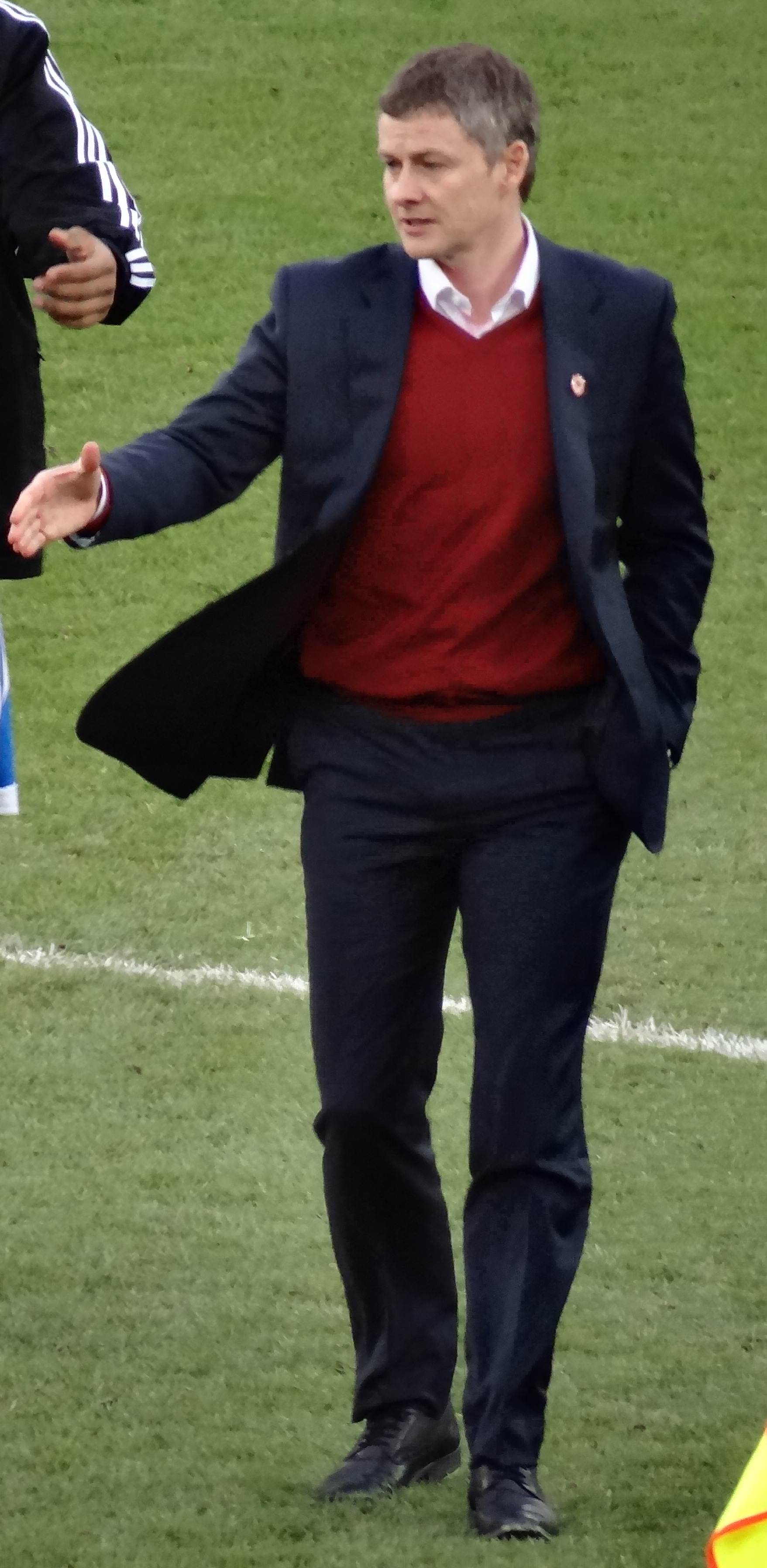
2014-ben, a Cardiff City edzőjeként

2014 januárjában átmenetileg elhagyta a Moldét, hogy a Cardiff City edzője legyen. Nem tudta megmenteni a kiesés szélén álló csapatot, a következő szezon elején lemondott.

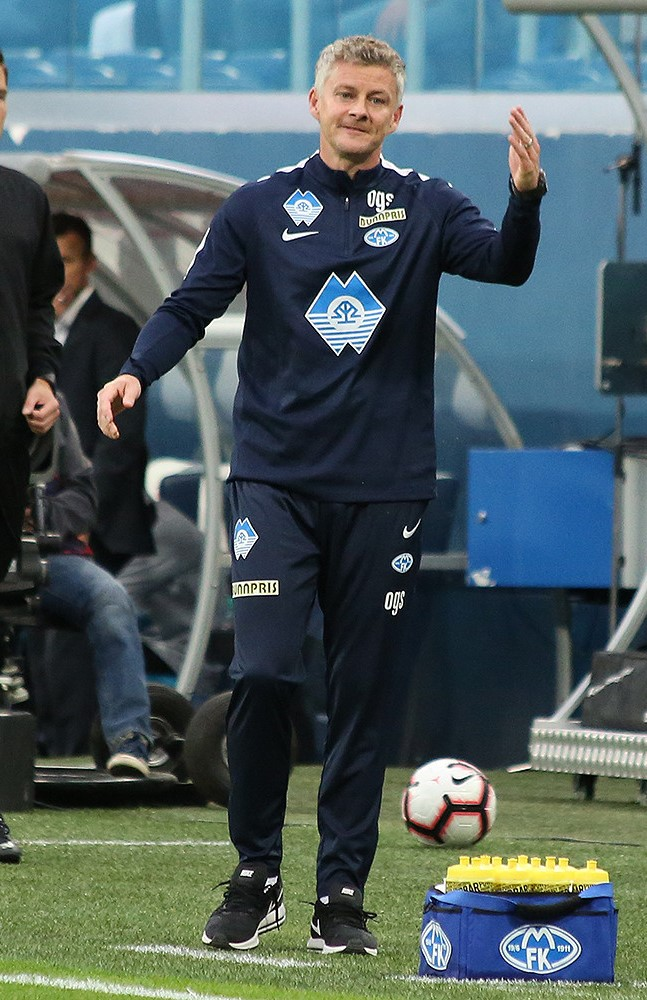
2018-ban

2015 októberében tért vissza a Moldéhoz. A novemberben záródó szezon utolsó pár mérkőzését megnyerte a csapattal, hatodikak lettek. A következő évadokban ötödik, illetve második lett a Molde, az utóbbival bejutva az Európa-liga selejtezőjébe. Utolsó szezonja a csapattal volt a legjobbja visszatérése óta, augusztustól kezdve veretlenek voltak az évad végéig, de így is csak másodikak lettek. A szezon végén 2021-ig hosszabbított.

### Manchester United

#### 2018–2019-es szezon: megbízott edzőként, kinevezése
2018. december 19-én a Manchester United kinevezte Solskjært a csapat megbízott edzőjének a szezon végéig, José Mourinho menesztése után. 2019 májusában tért volna vissza a Moldéhoz, ahol az Eliteserien-szezon 2019. márciusi kezdetére és a felkészülési időszakra másodedzője, Erling Moe vette át az irányítást. Solskjær kijelentette, hogy új szerződésre lenne szüksége a Moldéval, ha visszatérne a csapathoz, de ezt a vezetőség tagadta, kijelentve, hogy várják vissza az edzőt az angol szezon végén.
Solskjær első mérkőzése a Cardiff City ellen volt. december 22-én, a United 5–1-re nyert. Ez volt az első alkalom, hogy a csapat legalább öt gólt lőtt egy Premier League-mérkőzésen Sir Alex Ferguson utolsó bajnokija óta, amely egy 5–5-ös döntetlen volt a West Bromwich Albion ellen, 2013-as visszavonulása előtt. Következő négy győzelmét követően Solskjær Sir Matt Busby óta (1946) az első United-menedzser lett, aki megnyerte első öt mérkőzését a csapat élén. A bajnoki győzelmi sorozat hat (az FA-Kupát is figyelembe véve nyolc) mérkőzés után ért véget a Burnley elleni 2–2-es döntetlen után. Sikeres első hónapja végén a hónap edzőjének választották a bajnokságban, amellyel 2012 óta az első United-edző lett, aki kiérdemelte a díjat, és az első norvég, aki megkapta. Két idegenbeli győzelem a Leicester City és a Fulham ellen azt jelentette, hogy 2009 májusa óta először nyert meg sorozatban hat idegenbeli mérkőzést a csapat, és negyedik helyre került a csapat. Azt tekintve, hogy első kilenc mérkőzéséből 25 pontot szedett össze, a legsikeresebb Premier League-edző volt ennyi találkozó után. Február 28-i győzelme a Crystal Palace ellen a klubrekordnak számító nyolcadik idegenbeli győzelme volt sorozatban a Unitednek.
Az UEFA-bajnokok ligájában veszített először Solskjær a United edzőjeként, mikor 2–0-ra kikaptak hazai pályán a Paris Saint-Germain csapatától a nyolcaddöntő első mérkőzésén. A visszavágón a Parc des Princes stadionban Marcus Rashford a 94. percben szerzett büntetőjével a nyolcaddöntőbe küldte a csapatot, bebiztosítva a 3–1-es győzelmet a csapatnak. Ezzel a United az első csapat lett a kiírás történetében, amely tovább tudott jutni az után, hogy az első mérkőzést elveszítette legalább két góllal hazai pályán. Március 10-én a United 2–0-ás vereséget szenvedett az Arsenal ellen, első vereségük a bajnokságban Solskjær érkezése után. Március 16-án kiestek az FA-Kupából a Wolverhampton Wanderers elleni negyeddöntő után, amelyet követően Solskjær kijelentette, hogy a United legrosszabb teljesítménye volt, mióta kinevezték.
2019. március 28-án, azt követően, hogy a United megnyert 14 mérkőzést a lehetséges 19-ből, Solskjært véglegesen is kinevezték a csapat élére, 2022-ig írt alá. Kinevezése után a United csak két találkozóját nyerte meg a fennmaradó tízből. A vereségek közé tartozott a UEFA-bajnokok ligája-negyeddöntő a Barcelona ellen, egy 4–0-ás vereség az Everton ellen 2019 áprilisában, illetve egy 2–0-ás vereség a szezon utolsó mérkőzésén a Cardiff ellen.
A United hatodik helyen zárta a szezont, öt ponttal a negyedik és 32 ponttal a bajnok mögött. Solskjær a szezon végén kijelentette, hogy sok munka áll előtte, de csapata készen fog állni a következő évadra.

#### 2019–2020-as szezon
A 2019–2020-as szezont a United tíz ponttal nyitotta első kilenc mérkőzése után, amely a csapat legrosszabb szezonkezdése volt az 1986–1987-es évad óta. 2020 januárjára kikaptak 2–0-ra a Burnleytől az Old Traffordon, 24 mérkőzés alatt csak 34 pontot szedtek össze, amely rosszabb volt, mint ekkor az előző évadban. Azon a mérkőzésen a United szurkolói kifütyülték a csapatot, illetve a tulajdonosokat, és Ed Woodwardot is. Több ezren elhagyták a stadiont a találkozó vége előtt. Darren Fletcher azt nyilatkozta, hogy először látott ilyet a stadionban. Solskjær kijelentette, hogy a játékosok mindent megtesznek, és felkérte a rajongókat, hogy álljanak be a csapat mögé. Ugyanebben a hónapban kiestek a ligakupából az elődöntőben, a Manchester City ellen.
Azt követően, hogy Bruno Fernandes Manchesterbe szerződött 2020 januárjában, a United veretlen volt a szezon fennmaradó részében, 14 mérkőzésből 32 pontot gyűjtöttek be, amelyet egyetlen más csapat se tudott elérni az időszakban. Fernandes kulcsfontosságú szerepet játszott abban, hogy új életet adjon a Unitednek. A szezont 66 ponttal zárták, harmadik helyen. Solskjær kijelentette, hogy ez egy nagy sikernek számított, arra tekintettel, hogy milyen a keret, és hol tartanak a csapat felépítésében.
Később a szezonban a United még két kupából esett ki az elődöntőben. Az FA-Kupában 3–1-re kikaptak a Chelsea-től, Solskjær úgy döntött, hogy David de Gea fog kezdeni a mérkőzésen, annak ellenére, hogy a kupában addig végig Sergio Romero védett, és a spanyol kapus több hibát is vétett. Az Európa-ligában a United 2–1-es vereséget szenvedett a Sevilla ellen. Solskjær a 87. percig nem cserélt, és ismét kihagyta Romerót.

#### 2020–2021-es szezon: európai kupadöntő
A United ismét gyengén kezdte a szezont, 3–1-es vereséget szenvedve a Crystal Palace ellen hazai pályán, és mindössze hét pontot szerezve első hat mérkőzésükből, 15. helyen állva októberben. Ezen vereségek közé tartozott egy 6–1-es mérkőzés a Tottenham Hotspur ellen az Old Traffordon, amely a United történetének legrosszabb Premier League-veresége volt, és amelyről az edző azt mondta, pályafutása legrosszabb napja volt. Ezek mellett 1–0-ra kikaptak az Arsenaltól is novemberben, Solskjær századik mérkőzésén.
Az UEFA-bajnokok ligájában se volt sikeresebb a csapat, harmadikként kiestek a csoportkörben, minden ellenfél (a Paris Saint-Germain, RB Leipzig és az İstanbul Başakşehir) ellen egyszer nyertek és egyszer veszítettek. Ennek következtében a szezont az Európa-ligában folytatták.
A Premier League-ben megnyertek a következő tíz mérkőzésükből nyolcat, majd január 12-én a Burnley elleni 1–0-ás győzelmükkel a tabella élére kerültek, 2012–2013-as bajnoki címmel záródó szezonjuk óta először. Nem sokkal később viszont utolérte a Unitedet a Manchester City, és a huszadik Sheffield United elleni 2–1-es vereségük azt jelentette, hogy január 27-én már le is csúsztak az élről.
A Sheffield United elleni vereséget követően tizennégy meccsen keresztül maradt veretlen a csapat. Február 2-án rekordnak számító 9–0-ás győzelmet arattak a Southampton ellen, az utóbbi csapat két játékosát is kiállították. Ezt a végeredményt mindössze harmadjára érte el egy csapat a liga történelmében, 1995-ben az Ipswich ellen a Manchester United volt az első. Május 9-én a United hátrányból 3–1-re megverte az Aston Villát, bebiztosítva, hogy az első négy hely egyikén zárja a szezont. Ezzel a győzelemmel rekordnak számító tizedik alkalommal nyertek meg a szezonban egy bajnokit úgy, hogy ők kapták az első gólt. Május 11-én a Leicester City egy 2–1-es győzelemmel véget vetett a United veretlen sorozatának, annak következtében, hogy a sok mérkőzés miatt Solskjær nagy változtatásokat tett a kezdőcsapatban. Öt nap alatt játszottak a Villa, a Leicester és a Liverpool ellen. Ennek az eredménynek következtében a Manchester City bebiztosította bajnoki címét, a United már nem érhette utol a városi riválist.
74 ponttal a második helyen zárták a szezont, 12 ponttal a City mögött. Ez volt az első alkalom, hogy a United két szezonban egymás után az első négyben végzett Ferguson visszavonulása óta.
A ligakupában a United az elődöntőben esett ki a Manchester City ellen. Az FA-Kupában, annak ellenére, hogy kiejtették a Liverpoolt, a későbbi győztes Leicester City megverte őket a negyeddöntőben.
Az Európa-ligában a United kiejtette a Milant a nyolcaddöntőben 2–1-es összesítéssel, majd később a Romát 8–5-ös összesítéssel az elődöntőben. A kiírás döntőjében, május 26-án, a Villarreal ellen 1–1-es döntetlent játszott a csapat. Ezt követően a tizenegyepárbajban 11–10-re kikapott a United.

#### 2021–2022-es szezon: távozása

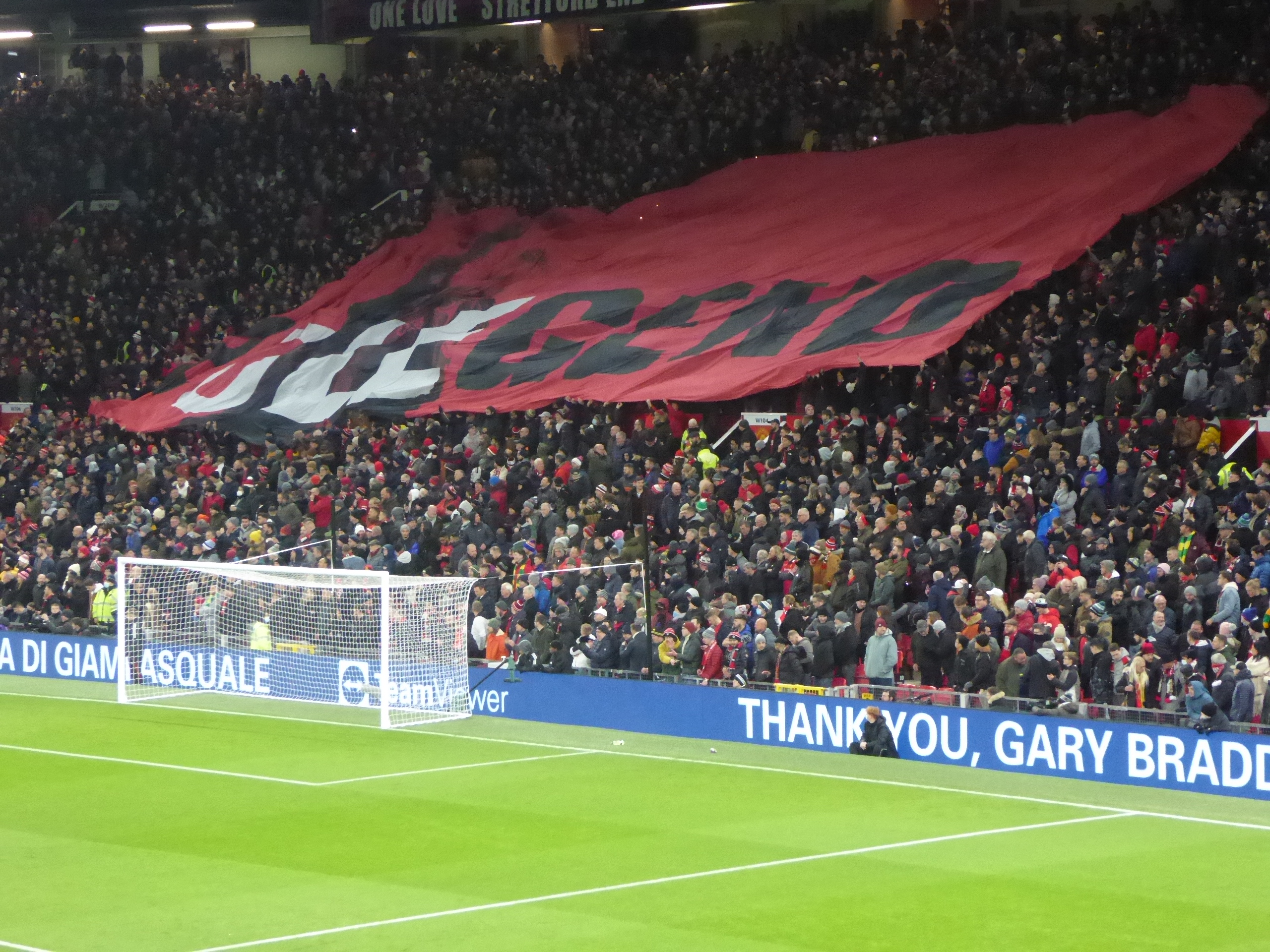
Egy transzparens az Old Traffordon, amelyen a 20LEGEND felirat olvasható, a United Solskjær 2021-es távozása utáni első mérkőzésen

Az évad előtt a United leszerződtette Cristiano Ronaldót, amelyet sokan Solskjær United-edzősége egyik nagyobb hibájának tekintenek, és később ős is azt nyilatkozta róla, hogy az átigazolás nem működött úgy, ahogy akarta. 2021. július 24-én a United bejelentette, hogy Solskjær három éves szerződést írt alá 2024-ig. A United az UEFA-bajnokok ligája-szezont egy 2–1-es vereséggel kezdte meg a Young Boys ellen. A Premier League-ben a United a szezont egy 5–1-es győzelemmel nyitotta a Leeds United ellen, Bruno Fernandes mesterhármast szerzett, míg Paul Pogba négy gólpasszt osztott ki. A United öt mérkőzés után 13 pontot gyűjtött össze. Szeptember 19-én 2–1-re legyőzték a West Ham United csapatát Ronaldo és Jesse Lingard góljaival, amellyel rekordot állítottak be, 29 idegenbeli mérkőzésen voltak veretlenek.
Szeptember 25-én kezdődtek meg a gyenge eredmények, 1–0-ra kikaptak az Aston Villától. Ezt egy 1–1-es döntetlen követte az Everton ellen, majd egy 4–2 vereség a Leicester otthonában, amely véget vetett idegenbeli veretlen sorozatuknak. Ezt követően október 24-én 5–0-ás vereséget szenvedett a United a Liverpool ellen, a csapat legrosszabb eredménye a riválisa ellen 1925 óta. November 6-án 2–0-ra elveszítették a manchesteri derbit. Azt követően, hogy november 20-án 4–1-re kikaptak a Watfordtól és öt mérkőzésen 15 gólt kaptak, megjelentek sajtóhírek, hogy a United vezetősége összeült, hogy megtárgyalja az edző jövőjét. Úgy döntöttek, hogy az edző menesztéséről azt fogják mondani, hogy közös megegyezéssel távozott, ezt november 21-én meg is erősítették. Michael Carrick, majd Ralf Rangnick vette át az irányítást átmenetileg, míg 2022 nyarán ki nem nevezték Erik ten Hagot.

### A Unitedet követő évek
Azt követően, hogy elhagyta Manchestert, Solskjær több ajánlatot – összességében legalább negyvenet – is kapott csapatoktól világszerte, hogy edzőjük legyen, többek között szaúd-arábiai kluboktól, a Moldétól, de ezeket mind elutasította. Ezekről azt azt nyilatkozta, hogy „nagy kiváltság, hogy elutasíthatok olyan ajánlatokat, amelyekben nem vagyok 100%-ig biztos azért, hogy több időt tölthessek a családommal.” Ebben az időszakban a norvég Surnadal utánpótlás-csapatai, és fia edzője volt: „A gyerekeket segítem, akik élvezik. A foci egyik másik oldalát látom itt.” 2023 szeptemberében az UEFA egyik mérkőzés-megfigyelője lett, amely pozíciójában UEFA-bajnokok ligája-mérkőzéseket elemzett a nézőtérről.

### Beşiktaş
2025. január 16-án a Beşiktaş bejelentette, hogy tárgyalásokat kezdtek az edzővel leszerződtetéséről. Január 18-án bejelentették érkezését. Első mérkőzésén csapata 4–1-re győzte le az Európa-ligában addig veretlen Athletic Bilbaót.

## Érdekességek
- Mezszáma mindig is a 20-as volt.
- Fiatalon a Liverpoolért rajongott.[2]
- 12 perc alatt lőtt négy gólt a Nottingham Forest ellen a Manchester United rekordot jelentő, idegenbeli 8-1-es győzelmekor.[69]
- Három gyermeke van: Noah, Karna és Elijah.[70]
- 28 gólt szerzett csereként beállva a Manchester Unitedben, amivel rekorder.[71]

## Sikerei, díjai

### Manchester United
- Premier League
  - Bajnok (6): 1996–97, 1998–99, 1999–2000, 2000–01, 2002–03, 2006–07
  - Ezüstérmes (2): 1997–98, 2005–06
- FA-kupa
  - Győztes (2): 1998–99, 2003–04
  - Ezüstérmes (2): 2004–05, 2006–07
- Football League Cup
  - Ezüstérmes (1): 2002–03
- FA Community Shield
  - Győztes (2): 1996, 2003
  - Ezüstérmes (5): 1998, 1999, 2000, 2001, 2004
- UEFA-bajnokok ligája
  - Győztes (1): 1998-99
- UEFA-szuperkupa
  - Második (1): 1999
- Interkontinentális kupa
  - Győztes (1): 1999

## Játékos pályafutása statisztikái
| Klub                 | Szezon               | Bajnokság | Bajnokság | Kupa     | Kupa | Ligakupa | Ligakupa | Nemzetközi | Nemzetközi | Egyéb    | Egyéb | Összesen | Összesen |
| Klub                 | Szezon               | Mérkőzés  | Gól       | Mérkőzés | Gól  | Mérkőzés | Gól      | Mérkőzés   | Gól        | Mérkőzés | Gól   | Mérkőzés | Gól      |
| -------------------- | -------------------- | --------- | --------- | -------- | ---- | -------- | -------- | ---------- | ---------- | -------- | ----- | -------- | -------- |
| Clausenengen         | 1990                 |           |           |          |      | –        | –        |            |            |          |       |          |          |
| Clausenengen         | 1991                 |           |           |          |      | –        | –        |            |            |          |       |          |          |
| Clausenengen         | 1992                 |           |           |          |      | –        | –        |            |            |          |       |          |          |
| Clausenengen         | 1993                 |           |           |          |      | –        | –        |            |            |          |       |          |          |
| Clausenengen         | 1994                 | 47        | 31        |          |      | –        | –        |            |            |          |       |          |          |
| Clausenengen         | Összesen             | 47        | 31        |          |      | –        | –        |            |            |          |       |          |          |
| Molde                | 1995                 | 26        | 20        |          |      | –        | –        |            |            |          |       |          |          |
| Molde                | 1996                 | 16        | 11        |          |      | –        | –        |            |            |          |       |          |          |
| Molde                | Összesen             | 42        | 31        |          |      | –        | –        |            |            |          |       |          |          |
| Manchester United    | 1996–97              | 33        | 18        | 3        | 0    | 0        | 0        | 10         | 1          | 0        | 0     | 46       | 19       |
| Manchester United    | 1997–98              | 22        | 6         | 2        | 2    | 0        | 0        | 6          | 1          | 0        | 0     | 30       | 9        |
| Manchester United    | 1998–99              | 19        | 12        | 8        | 1    | 3        | 3        | 6          | 2          | 1        | 0     | 37       | 18       |
| Manchester United    | 1999–2000            | 28        | 12        | –        | –    | 1        | 0        | 11         | 3          | 6        | 0     | 46       | 15       |
| Manchester United    | 2000–01              | 31        | 10        | 2        | 1    | 2        | 2        | 11         | 0          | 1        | 0     | 47       | 13       |
| Manchester United    | 2001–02              | 30        | 17        | 2        | 1    | 0        | 0        | 15         | 7          | 0        | 0     | 47       | 25       |
| Manchester United    | 2002–03              | 37        | 9         | 2        | 1    | 4        | 1        | 14         | 4          | 0        | 0     | 57       | 15       |
| Manchester United    | 2003–04              | 13        | 0         | 3        | 0    | 0        | 0        | 2          | 1          | 1        | 0     | 19       | 1        |
| Manchester United    | 2004–05              | 0         | 0         | 0        | 0    | 0        | 0        | 0          | 0          | 0        | 0     | 0        | 0        |
| Manchester United    | 2005–06              | 3         | 0         | 2        | 0    | 0        | 0        | 0          | 0          | 0        | 0     | 5        | 0        |
| Manchester United    | 2006–07              | 19        | 7         | 6        | 2    | 1        | 1        | 6          | 1          | 0        | 0     | 32       | 11       |
| Manchester United    | 2007–08              | 0         | 0         | 0        | 0    | 0        | 0        | 0          | 0          | 0        | 0     | 0        | 0        |
| Manchester United    | Összesen             | 235       | 91        | 30       | 8    | 11       | 7        | 81         | 20         | 9        | 0     | 366      | 126      |
| Pályafutása összesen | Pályafutása összesen | 324       | 153       | 30       | 8    | 11       | 7        | 81         | 20         | 9        | 0     | 366      | 188      |

### A válogatottban
| Nemzet   | Év       | Pályára lépések | Gólok |
| -------- | -------- | --------------- | ----- |
| Norvégia | 1995     | 2               | 1     |
| Norvégia | 1996     | 6               | 3     |
| Norvégia | 1997     | 2               | 1     |
| Norvégia | 1998     | 9               | 3     |
| Norvégia | 1999     | 8               | 5     |
| Norvégia | 2000     | 10              | 1     |
| Norvégia | 2001     | 7               | 3     |
| Norvégia | 2002     | 9               | 2     |
| Norvégia | 2003     | 7               | 2     |
| Norvégia | 2004     | 2               | 0     |
| Norvégia | 2006     | 4               | 2     |
| Norvégia | 2007     | 1               | 0     |
| Összesen | Összesen | 67              | 23    |

## Edzői statisztika
2025. február 21-én lett frissítve.
| Molde             | Norvégia    | 2010. november 9.  | 2014. január 2.      | 125 | 69  | 26 | 31  | 55.2  |
| Cardiff City      | Wales       | 2014. január 2.    | 2014. szeptember 18. | 30  | 9   | 5  | 16  | 30    |
| Molde             | Norvégia    | 2015. október 21.  | 2018. december 19.   | 118 | 66  | 19 | 33  | 55.93 |
| Manchester United | Anglia      | 2018. december 19. | 2021. november 21.   | 168 | 91  | 37 | 40  | 54.17 |
| Beşiktaş          | Törökország | 2025. január 17.   | jelenlegi            | 7   | 5   | 1  | 1   | 71.43 |
| Összesen          | Összesen    | Összesen           | Összesen             | 449 | 240 | 88 | 121 | 53.45 |

## Válogatott góljai
| #        | Dátum               | Helyszín                         | Ellenfél         | Eredmény | Kiírás       |
| -------- | ------------------- | -------------------------------- | ---------------- | -------- | ------------ |
| 1        | 1995. november 26.  | Kingston                         | Jamaica          | 1-1      | barátságos   |
| 2        | 1996. március 27.   | Windsor Park, Belfast            | Észak-Írország   | 2-0      | barátságos   |
| 3 és 4   | 1996. június 2.     | Ullevaal Stadion, Oslo           | Azerbajdzsán     | 5-0      | vb selejtező |
| 5        | 1997. április 30.   | Ullevaal Stadion, Oslo           | Finnország       | 1-1      | vb selejtező |
| 6        | 1998. március 25.   | Baldvin király Stadion, Brüsszel | Belgium          | 2-2      | barátságos   |
| 7 és 8   | 1998. május 27.     | Molde                            | Szaúd-Arábia     | 6-0      | barátságos   |
| 9 és 10  | 1999. március 27.   | Olimpiai Stadion Athén           | Görögország      | 2-0      | Eb selejtező |
| 11       | 1999. április 28.   | Tbiliszi                         | Grúzia           | 4-1      | Eb selejtező |
| 12       | 1999. szeptember 8. | Ullevaal Stadion, Oslo           | Szlovénia        | 4-0      | Eb selejtező |
| 13       | 1999. október 9.    | Daugava Stadion, Riga            | Lettország       | 2-1      | Eb selejtező |
| 14       | 2000. május 27.     | Ullevaal Stadion, Oslo           | Szlovákia        | 2-0      | barátságos   |
| 15       | 2001. március 24.   | Ullevaal Stadion, Oslo           | Lengyelország    | 2-3      | vb selejtező |
| 16       | 2001. március 28.   | Minszk                           | Fehéroroszország | 1-2      | vb selejtező |
| 17       | 2001. augusztus 15. | Ullevaal Stadion, Oslo           | Törökország      | 1-1      | barátságos   |
| 18       | 2002. május 14.     | Ullevaal Stadion, Oslo           | Japán            | 3-0      | barátságos   |
| 19       | 2002. május 22.     | Aspmyra stadion, Bodø            | Izland           | 1-1      | barátságos   |
| 20       | 2003. április 2.    | Luxembourg                       | Luxemburg        | 2-0      | Eb selejtező |
| 21       | 2003. június 11.    | Ullevaal Stadion, Oslo           | Románia          | 1-1      | Eb selejtező |
| 22 és 23 | 2006. szeptember 2. | Budapest                         | Magyarország     | 4-1      | Eb selejtező |

## Kitüntetései

A Norvég Királyi Szent Olaf Rend első számú Lovagja

A Norvég Királyi Szent Olav Rend első számú Lovagja 2008. március 29-e óta, amikor is Kristiansundban átvette ezt az elismerést V. Harald norvég királytól. Az indoklás melyet, Egil Vindorum, az oslói kancellária vezetője fogalmazott meg: "Azért kapja ezt az elismerést, mert fantasztikus pályafutást mondhat magáénak. Igazi sportember, aki minden norvég fiatal példaképe lehet".
Három alkalommal kapta meg a Roald Jensenről elnevezett Kniksen-díjat: 1996-ban a Manchester United játékosaként kapta meg a legjobb norvég labdarúgónak járó elismerést, majd 2007-ben a tiszteletdíjat a norvég futballért tett érdemeiért, majd 2011-ben a Molde trénereként az év edzőjének járó díjat.
2009-ben megkapta a Peer Gynt-díjat.